# Animal Crossing
Animal Crossing, in giapponese Dōbutsu no Mori (どうぶつの森?, Dōbutsu no Mori, lett. "Foresta degli animali"), è un videogioco simulatore di vita del 2001, sviluppato da Nintendo EAD e pubblicato da Nintendo per Nintendo 64 e Nintendo GameCube. Diede inizio alla serie di Animal Crossing.
Uscito in Giappone il 14 aprile 2001 come Animal Forest, inizialmente era disponibile solo per Nintendo 64, ma pochi mesi dopo venne convertito anche per Gamecube sotto il nome di Dōbutsu no mori +. Dopo il suo debutto, il gioco fu leggermente migliorato per permettere di utilizzare la periferica e-Reader e tale versione venne pubblicata negli Stati Uniti il 16 settembre 2002 con il nome di Animal Crossing e in Giappone il 27 giugno 2003 con il nome di Dōbutsu no mori e+.
Il 24 settembre 2004 Animal Crossing è anche approdato in Europa, ma non permette l'uso dell'e-Reader (mai commercializzato nel vecchio continente). Il gioco ora fa parte della collana economica (Player's Choice).

## Modalità di gioco
Rispetto al Nintendo 64 il gioco utilizza l'orologio interno del GameCube, sebbene non ne sfrutti le potenzialità grafiche mostrando lo stesso stile grafico della versione per la console più vecchia. A detta di Nintendo il suo punto forte non risiederebbe nell'aspetto estetico, bensì nell'interazione con i personaggi.
Il gioco è infatti un simulatore di vita quotidiana, dove si vive in una propria città dove gli abitanti sono animali, e si deve lavorare, pescare, o catturare degli insetti (corrispondenti a quelli esistenti in natura) da vendere e così permettersi di comprare mobili e oggetti per arredare la propria casa, che man mano si accumulano guadagni si ingrandisce. I personaggi, rappresentati come animali antropomorfi, cambiano atteggiamento a seconda di come si interagisce con loro. Giocando si possono anche sbloccare dei giochi emulati dal NES, giocabili sia dal televisore o, in caso della versione Gamecube, opzionalmente giocabili su Game Boy Advance. Tali giochi sono presenti solo su questa versione. I salvataggi del gioco occupano un'intera memory card del Nintendo 64 o del Gamecube, motivo per il quale ne viene regalata una all'acquisto.
Il gioco inizia in un treno, dove si incontra un gattino di nome Girolamo. Questi fa delle domande e in base alle risposte si crea l'aspetto del personaggio che il giocatore comanderà. Si sceglie anche il nome della città. Appena arrivati alla stazione, si trova Tom Nook, che indica la zona dove il personaggio può andare ad abitare. C'è la possibilità di scegliere tra quattro case, tutte uguali all'interno, ma posizionate in zone diverse del villaggio. Al centro del paesino virtuale si trova la piazza principale, dove è possibile trovare la bacheca degli annunci. Dopo aver lavorato per un po' per Tom Nook si possono comprare mobili per la casa, carta da parati e tappeti. In base al giocatore, lo scopo cambia: si può scegliere di espandere la casa concentrandosi sul guadagno, abbellire la città con fiori ed alberi, oppure aiutare gli abitanti in difficoltà.